# Cantonul Machault
Cantonul Machault este un canton din arondismentul Vouziers, departamentul Ardennes, regiunea Champagne-Ardenne, Franța.

## Comune
| Comune                | Populație (1999) | Cod poștal | Cod INSEE |
| --------------------- | ---------------- | ---------- | --------- |
| Cauroy                | 194              | 08310      | 08092     |
| Chardeny              | 42               | 08400      | 08104     |
| Dricourt              | 87               | 08310      | 08147     |
| Hauviné               | 232              | 08310      | 08220     |
| Leffincourt           | 149              | 08310      | 08250     |
| Machault              | 437              | 08310      | 08264     |
| Mont-Saint-Remy       | 37               | 08310      | 08309     |
| Pauvres               | 187              | 08310      | 08338     |
| Quilly                | 65               | 08400      | 08351     |
| Saint-Clément-à-Arnes | 115              | 08310      | 08378     |
| Saint-Étienne-à-Arnes | 166              | 08310      | 08379     |
| Saint-Pierre-à-Arnes  | 69               | 08310      | 08393     |
| Semide                | 245              | 08400      | 08410     |
| Tourcelles-Chaumont   | 73               | 08400      | 08455     |